# 메드팩토
주식회사 메드팩토(MedPacto, Inc.)는 2013년에 설립된 대한민국의 면역항암제 개발 기업이다. 본사는 서울 서초구 명달로 92이며 백토서팁 물질에 집중하며 대표이사는 김성진으로 2019년 12월 19일에 코스닥에 상장하였다.
1000억원이 넘는 대규모의 주주배정 유상증자를 단행한다

## 참고문헌
1. ↑  최은진, 메드팩토는 곧 백토서팁? 파이프라인 의존의 명암, 더벨, 2023-07-20
2. ↑  메드팩토, 지키지 못한 파이프라인·매출 약속, 에너지경제, 에너지경제신문, 2023.12.07
3. ↑  빅진형, 메드팩토, 코스닥 상장 첫날 약세…공모가 대비 -10%, 연합뉴스, 2019-12-19
4. ↑  강인효, 메드팩토 최대주주, 유증 100% 참여…김성진 대표도 25% 청약 계획, 히트뉴스, 2023.09.13